# Café Schiller
Café Schiller is een monumentaal café in Aalten, Nederland. 
Het pand bestaat uit verschillende bouwfasen. De oorsprong ligt vermoedelijk aan het einde van de 19e eeuw, hoewel de kern mogelijk van oudere datum is. Recente aanbouw stamt uit het begin en halverwege de 20e eeuw. Vanwege een "prominente ligging en karakteristieke uitstraling" wordt het door de gemeente als "beeldbepalend element" beschouwd.

## Geschiedenis
Het was Hendrik Westerveld die als brouwer en bottelaar met een gelagkamer en een ruimte voor paarden en rijtuigen, halverwege de 17e eeuw in de registers vermeld staat. Halverwege de 19e eeuw raakte het bedrijf in verval en kocht Gerrit Jan Prins het bedrijf. Hij nam de reeds bestaande bedrijfsnaam "Schiller" over. Hij breidde de zaak uit met een herensociëteit. Het sociëteitsbezoek nam na de Tweede Wereldoorlog af. De eigenaar stopte met de bottelarij/brouwerij en verkocht een groot gedeelte van de bijbehorende weide. 
Sinds de jaren '70 is het een bruin café met poppodium. Na 2002 volgen uitbreidingen met een eetlokaal, bovenzaal/filmhuis en een tuin. De akoestiek werd in 2016 verbeterd. Als poppodium speelt het café steeds een prominentere rol.